# خوان الثالث دوق مونثون
خوان كارلوس ماريا إيسدرو دي بوربون وبراجنثا (بالإسبانية: Juan de Borbón y Braganza)‏، دوق مونتيثون، وُلد في آرنخويث في 15 مايو عام 1822. كان مدعيًا كارليًا لعرش إسبانيا تحت اسم خوان الثالث في الفترة من عام 1861حتى عام ،1868 وكان مدعيًا عرش فرنسا ونافارا تحت خوان الثالث في الفترة من عام 1883 حتى عام 1887. وتُوفي في برايتون في بريطانيا في 21 نوفمبر عام 1887.